# Иванов, Мстислав Борисович
Мстислав Борисович Иванов (3 января 1924 — 25 апреля 2014) — командир взвода 365-й отдельной разведывательной роты 303-й стрелковой дивизии 7-й гвардейской армии 2-го Украинского фронта, сержант — на момент представлений к награждению орденом Славы 1-й степени.

## Биография
Родился в Костроме, в семье служащего. Отец работал учителем в школе ФЗО, в 1930 год бы арестован и осужден. После освобождения с семьей уехал в Узбекистан, в город Катта-Курган Самаркандской области. Здесь Мстислав окончил 10 классов.
В сентябре 1942 года был призван в Красную Армию и направлен в Ташкентское пулеметно-минометное училище. Учёбу не закончил, весь курс в срочном порядке был направлен на фронт. Здесь Мстислав Иванов был зачислен в 252-ю стрелковую дивизию, полковую разведку.
С августа 1943 года участвовал в боевых действиях. Воевал на Воронежском, Степном и 2-м Украинском фронтах. В первом бою был ранен, через несколько недель вернулся на фронт, получил второе ранение при форсировании Днепра. После медсанбата направлен во взвод пешей разведки 365-й отдельной разведывательной роты 303-й стрелковой дивизии, с которой прошел до Победы. Вскоре он стал опытным «поисковиком», стал командиром отделения, затем помощником командира взвода. После Корсунь-Шевченковской операции участвовал в освобождении Правобережной Украины, Молдавии, громил врага на территории Венгрии.
20 апреля 1944 года помощник командира взвода сержант Иванов у населенного пункта Грасень с группой бойцов проник в тыл противника, разведал его огневые позиции, уничтожил несколько пехотинцев. 24 октября близ населенного пункта Сайоль разведал пути отхода противника, подорвал гранатами пулемет с расчетом и мотоцикл. Приказом по частям 303-й стрелковой дивизии от 21 ноября 1944 года сержант Иванов Мстислав Борисович награждён орденом Славы 3-й степени.
18 января 1945 года, находясь в разведке в районе населенных пунктов Леанд, Чата, забросал гранатами пулемет, затем из автомата ликвидировал 3-х противников. Захватив документы и пулемет вернулся в своё расположение. Был представлен к награждению орденом Красной Звезды. Приказом по войскам 8-й гвардейской армии от 27 февраля 1945 года сержант Иванов Мстислав Борисович награждён орденом Славы 2-й степени.
4 апреля 1945 года командир взвода сержант Иванов с группой разведчиков севернее города Братислава внезапно напал на автомобиль с гитлеровцами, в результате чего несколько солдат было уничтожено, а остальные захвачены в плен.
В 1945 году старшина Иванов был демобилизован. Вернулся в Узбекистан.
Указом Президиума Верховного Совета СССР от 15 мая 1946 года за исключительное мужество, отвагу и бесстрашие, проявленные в боях с вражескими захватчиками сержант Иванов Мстислав Борисович награждён орденом Славы 1-й степени. Стал полным кавалером ордена Славы.
В 1950 году окончил геологический факультет Самаркандского университета. Жил и работал в Киргизии. В управлении геологии прошел путь от рядового поисковика-геолога до начальника геологической партии.
Жил в столице Кыргызстана городе Бишкеке. Вёл активный образ жизни, участвовал в патриотической работе. Единственный в республике полный кавалер ордена Славы Мстислав Борисович Иванов в составе делегации Кыргызстана принимал участие в торжествах по случаю 60-летия Победы в городе-герое Москве. Умер 25 апреля 2014 года.

## Награды
- Ордена Отечественной войны 1-й и 2-й[1] степеней
- Два Ордена Красной Звезды[2][3]
- Орден Славы 1-й[4], 2-й[5] и 3-й[6] степеней
- Медали
- Орден «Манас» 3-й степени (2000 г.)

## Память
- В 2019 в рамках проекта «Герои бессмертного полка» киностудией Indigo Stuido снят короткометражный фильм, посвящённый подвигу Мстислава Иванова.